# Lacanobia unicolor
Lacanobia unicolor là một loài bướm đêm trong họ Noctuidae.